# Боксьорът
„Боксьорът“ (на английски: The Boxer) е ирландски филм от 1997 година, драма на режисьора Джим Шеридан по негов сценарий в съавторство с Тери Джордж.
В центъра на сюжета е боксьор от Белфаст, който излиза на свобода след продължителен престой в затвора за връзки с Временната ирландска републиканска армия (ИРА) и се опитва да се дистанцира от политиката и да създаде боксов клуб за младежи от двете страни на конфликта в Северна Ирландия, но се замесва във вътрешни конфликти в ИРА. Главните роли се изполняват от Даниъл Дей-Люис, Емили Уотсън, Кен Стот, Брайън Кокс.
„Боксьорът“ е номиниран за „Златна мечка“ и за няколко награди „Златен глобус“, включително за най-добра драма и за режисура.